# Josip
Josip je moško osebno ime.

## Izvor imena
Ime Josip je različica moškega osebnega imena Jožef. 

## Oblike imena pri drugih narodih
- pri Hrvatih: Josip
- pri Ukrajincih: Josip, Osip
- pri Nemcih: Joseph, Josef
- pri Čehih: Josef
- pri Poljakih: Józef
- pri Slovakih: Jozef
- pri Madžarih: József
- pri Francozih, Angležih: Joseph
- pri Okcitancih: Josèp
- pri Kataloncih: Josep
- pri Italijanih: Giuseppe [džuzépe]
- pri Rusih: Ио́сиф (poslovenjena oblika Josip; redkeje tudi Josif) ter Osip
- pri Špancih: José
- pri Portugalcih: Jose

## Pogostost imena
Po podatkih Statističnega urada Republike Slovenije je bilo na dan 31. decembra 2007 v Sloveniji število moških oseb z imenom Josip: 2.290. Med vsemi moškimi imeni pa je ime Josip po pogostosti uporabe uvrščeno na 101. mesto.

## Osebni praznik
Osebe z imenom Josip lahko godujejo skupaj z Jožefi.